# Eusarca imbraria
Eusarca imbraria är en fjärilsart som beskrevs av Achille Guenée. Eusarca imbraria ingår i släktet Eusarca och familjen mätare. Inga underarter finns listade i Catalogue of Life.